# Dougie McDonald
Douglas ("Dougie") McDonald (8 oktober 1965) is een voormalige Schots voetbalscheidsrechter en was een Categorie I-voetbalscheidsrechter van 1997 en 2010. McDonald was de scheidsrechter voor de Schotse bekerfinale in 2006 tussen Heart of Midlothian en Gretna en in 2010 tussen Dundee United en Ross County.

## Interlands
| Datum      | Wedstrijd                         | Uitslag | Competitie        | Kreeg geel | Kreeg voor de tweede keer geel en dus rood | Weggestuurd |
| ---------- | --------------------------------- | ------- | ----------------- | ---------- | ------------------------------------------ | ----------- |
| 12-02-2003 | Noord-Ierland – Finland           | 0 – 1   | Vriendschappelijk | 1          | 0                                          | 0           |
| 30-04-2003 | België – Polen                    | 3 – 1   | Vriendschappelijk | ?          | ?                                          | ?           |
| 18-08-2004 | Frankrijk – Bosnië en Herzegovina | 1 – 1   | Vriendschappelijk | 0          | 0                                          | 0           |
| 01-03-2006 | Wales – Paraguay                  | 0 – 0   | Vriendschappelijk | ?          | ?                                          | ?           |
| 04-06-2006 | Ghana – Zuid-Korea                | 3 – 1   | Vriendschappelijk | ?          | ?                                          | ?           |
| 06-02-2008 | Noord-Ierland – Bulgarije         | 0 – 1   | Vriendschappelijk | 2          | 0                                          | 0           |
| 19-05-2008 | Griekenland – Cyprus              | 2 – 0   | Vriendschappelijk | 1          | 0                                          | 0           |
| 28-03-2009 | Moldavië – Zwitserland            | 0 – 2   | WK-kwalificatie   | 3          | 0                                          | 0           |
| 07-09-2010 | Denemarken – IJsland              | 1 – 0   | EK-kwalificatie   | 4          | 0                                          | 0           |